# Wolfgang (Wrestler)
Barry Young (* 3. Dezember 1986 in Glasgow, Schottland) ist ein schottischer Wrestler. Er steht derzeit bei der WWE unter Vertrag und tritt regelmäßig in deren Show NXT UK auf. Sein bislang größter Erfolg war der Erhalt der NXT UK Tag Team Championship.

## Wrestling-Karriere

### Independent Promotions (seit 2003)
Young gab sein Debüt am 22. Februar 2003 bei British Championship Wrestling, sein erstes Match zusammen mit Drew Galloway gewann er. Bis 2009 kämpfte er stets bei dieser Promotion und konnte einige Titel erringen. Nebenbei kämpfte er auch für Premier British Wrestling und Insane Championship Wrestling, sowie viele weitere unabhängige Promotions, wo er sich auch einige Titel sichern konnte.

### World Wrestling Entertainment (seit 2016)
Am 15. Dezember 2016 wurde bekannt gegeben, dass Young einer der 16 Teilnehmer sein werde, die an einem zweitägigen Turnier teilnehmen, um den ersten WWE United Kingdom Champion zu krönen. Er besiegte Tyson T-Bone in der ersten Runde und erreichte das Viertelfinale. Im Viertelfinale besiegte er Trent Seven. Im Halbfinale verlor er dann gegen Tyler Bate.
In der Folge von NXT vom 13. September 2017 traf Wolfgang auf Pete Dunne für die WWE United Kingdom Championship, den Titel konnte er jedoch nicht gewinnen. Nach dem Match wurde Wolfgang von The Undisputed Era (Adam Cole, Bobby Fish und Kyle O’Reilly) angegriffen. Dieser Angriff endete, als Trent Seven und Tyler Bate herauskamen, um Wolfgang zu helfen. Am 18. Juni 2018 wurde bekannt gegeben, dass Young am 2. Abend des UK Championship Tournament um die NXT North American Championship gegen Adam Cole kämpfen wird, das Match konnte er jedoch nicht gewinnen.
Young turnte bei der Ausgabe von NXT UK am 31. Oktober, nach einer Niederlage gegen Mark Andrews, zum Heel und verbündete sich mit den Brüdern Mark Coffey und Joe Coffey gegen Andrews, Morgan Webster und Travis Banks. In der ersten Folge von NXT UK am 5. Dezember nannte sich das Tag Team Gallus. In dieser Zeit bestritten sie diverse Tag Team Matches, welche sie größtenteils gewannen. Am 4. Oktober 2019 gewann er zusammen mit Mark Coffey die NXT UK Tag Team Championship. Hierfür besiegten sie South Wales Subculture Morgan Webster und Mark Andrews. Die Regentschaft hielt 510 Tage, sie verloren die Titel am 25. Februar 2021 an Pretty Deadly Sam Stoker und Lewis Howley.
Am 4. Februar 2023 gewann er zusammen mit Mark Coffey bei NXT Vengeance Day (2023) die NXT Tag Team Championship, hierfür besiegten sie The New Day Kofi Kingston und Xavier Woods. Die Regentschaft hielt 176 Tage, sie verloren die Titel schlussendlich am 30. Juli 2023 bei NXT Great American Bash (2023) an Channing Lorenzo und Tony D’Angelo.

## Titel und Auszeichnungen
- World Wrestling Entertainment
  - NXT Tag Team Championship (1×) mit Mark Coffey
  - NXT UK Tag Team Championship (1×) mit Mark Coffey

- British Championship Wrestling
  - BCW Heavyweight Championship (1×)
  - BCW Openweight Championship (2×)
  - BCW Tag Team Championship (5×) mit Darkside (3), Red Lightning (1) und James Scott (1)

- Insane Championship Wrestling
  - ICW World Heavyweight Championship (1×)
  - ICW Zero-G Championship (1×)
  - ICW „Match of the Year“ Bammy Award (2015)
  - Square Go! (2016)

- Premier British Wrestling
  - PBW Heavyweight Championship (2×)
  - PBW Tag Team Championship (1×) mit Lionheart

- Rock N Wrestling
  - Highland Rumble (2016)

- Showcase Pro Wrestling
  - SPW British Heavyweight Championship (1×)

- Scottish Wrestling Alliance
  - NWA Scottish Heavyweight Championship (2×)
  - SWA Laird of the Ring Championship (1×)
  - SWA Tag Team Championship (2×) mit Falcon und Darkside
  - Laird Of The Ring Tournament (2007)

- World Wide Wrestling League
  - W3L Heavyweight Champion (1×)
  - W3L Tag Team Championship (1×) mit Darkside
  - Seven Deadly Sins Tournament (2010)

- Wrestle Zone Wrestling
  - wZw Interpromotional Championship (1×)

- Pro Wrestling Illustrated
  - Nummer 203 der Top 500 Wrestler in der PWI 500 im Jahr 2019